# بوب سكوت (عالم طيور)
بوب سكوت (بالإنجليزية: Bob Scott)‏ هو عالم طيور بريطاني، ولد في 11 مايو 1938 في كارشالتون في المملكة المتحدة، وتوفي في 26 مارس 2009 في هانتينغدون ‏ في المملكة المتحدة بسبب سرطان.